# Атмосфера
 Тази статия е за газовия слой.  За мерната единица вижте атмосфера (единица).  За други значения вижте Атмосфера (пояснение).
Атмосфера (на гръцки: ατμός – па̀ра, изпарение; σφαῖρα – кълбо, сфера) е общото наименование на слоя газове, обгръщащ небесно тяло с достатъчно голяма маса, като например планети. Една атмосфера е по-вероятно да се задържи, ако гравитацията на небесното тяло е достатъчно висока, a температурата на атмосферата е достатъчно ниска. Дебелината ѝ варира и тя се върти заедно с небесното тяло като едно цяло. Някои планети се състоят почти изцяло от газове и така имат извънредно дълбока атмосфера.
Атмосферата на Земята се състои от азот (около 78%), кислород (около 21%), аргон (около 0,9%) с въглероден диоксид и други газове в малки количества като водород и хелий. Кислородът се използва от повечето организми за дишане; азотът се регулира от бактерии и светкавици, за да се произведе амоняк, използван при изграждането на нуклеотиди и аминокиселини, Въглеродният диоксид се използва от растения, водорасли и цианобактерии при фотосинтезата. Атмосферата спомага да се защитят живите организми от генетично увреждане от слънчевата ултравиолетова радиация, слънчевия вятър и космическите лъчи. Сегашният състав на земната атмосфера е продукт на милиарди години биохимична модификация на палео атмосферата от живи организми.
Атмосферата на Венера и Марс се състои основно от въглероден диоксид с малки количества азот, аргон, кислород и някои други газове. Гигантите като Юпитер, Сатурн, Уран и Нептун могат да задържат газове с ниска молекулна маса като водород и хелий. Терминът звездна атмосфера описва външната област на звезда и обикновено включва частта над непрозрачната фотосфера. Звезди с достатъчно ниски температури могат да имат външна атмосфера със съставни молекули.